# Moreda (Monforte de Lemos)
Moreda (llamada oficialmente San Salvador de Moreda) es una parroquia española del municipio de Monforte de Lemos, en la provincia de Lugo, Galicia.

## Límites
Limita con las parroquias de Santa Eulalia de Tuiriz y San Julián de Tor al norte, Seoane y Vid al este, Moreda al sur y San Vicente de Castillón al oeste.

## Organización territorial
La parroquia está formada por veintidós entidades de población, constando veintiuna de ellas en el nomenclátor del Instituto Nacional de Estadística español:

### Entidades de población
Entidades de población que forman parte de la parroquia:
- Bacelares
- Broza (A Broza)
- Cabanas
- Campos (Os Campos)
- Castro (O Castro de Moreda)
- Ciudad (A Ciudá)
- Cova (A Cova)
- Encrucillada (A Encrucillada)
- Fontecá
- Lagoa (A Lagoa)
- Lama de Franco (A Lama do Franco)
- Lama de Outeiro (A Lama de Outeiro)
- Novelle
- Outeiro
- Pacios
- Peroxa (A Peroxa)
- Regueiro
- Torre (A Torre)
- Ventrescas
- Vilanova

### Despoblados
Despoblados que forman parte de la parroquia:
- Amedo
- Lende (A Lence)

## Demografía
| Gráfica de evolución demográfica de Moreda entre 2000 y 2020 |
|                                                              |
| Datos según el nomenclátor publicado por el INE.             |